# Église presbytérienne à Trinité-et-Tobago
La Presbyterian Church in Trinidad and Tobago (Église presbytérienne à Trinité-et-Tobago) est une Église presbytérienne de Trinité-et-Tobago regroupant environ 40 000 personnes dans 107 paroisses. Elle est affiliée à la Conférence des Églises de la Caraïbe, à la Communion mondiale d'Églises réformées et au Conseil œcuménique des Églises.

## Historique
Au milieu du XIXe siècle, il y a un afflux de travailleurs indiens sous contrat à la Trinité pour travailler dans les plantations de canne à sucre. En raison de la barrière de la langue, les efforts d'évangélisation des églises chrétiennes existantes parmi eux étaient très marginal. 
Il a fallu attendre l'arrivée d'un missionnaire envoyé par le Synode de l'Église presbytérienne des Provinces maritimes d'Amérique du Nord britannique en 1868 pour que cette population commence à se convertir au christianisme. Les pasteurs canadiens évangélisaient par l'éducation. L'importante contribution apportée par l’Église pour le développement de l'éducation dans ce pays est reconnu tant par l'État et le grand public. Aujourd'hui, il y a 72 écoles primaires presbytériennes, cinq écoles secondaires et un collège théologique. En 1960, l'Église quitte son statut de mission de l'Église unie du Canada et est depuis connue comme l'Église presbytérienne à Trinité-et-Tobago. 
En 2004, la congrégation à Tobago a été officiellement reconnu par le Synode.